# Beensnoeken
De beensnoeken of beensnoekachtigen (Lepisosteiformes) vormen een orde van straalvinnige vissen.
Er is maar één moderne familie binnen deze orde, de kaaimansnoeken Lepisosteidae.

## Kenmerken
Het snoekvormige lichaam is bedekt met stevige beenschubben. De rug- en aarsvin bevinden zich vlak voor de staartvin. De bek is bezet met lange, getande kaken.

## Leefwijze
Hun voedsel bestaat hoofdzakelijk uit vissen, wormen en kikkers.

## Verspreiding en leefgebied
Deze snelle vissen komen in scholen voor in Noord- en Midden-Amerika in meren en rivieren.

## Familie
- Lepisosteidae Cuvier, 1825 Kaaimansnoeken